# Болек и Лёлек
«Бо́лек и Лёлек» (пол. Bolek i Lolek) — польский рисованный мультипликационный сериал, производившийся в 1962—1986 годах на Студии рисованных фильмов (SFR), его сиквелы и одноимённая медиафраншиза. 

## История

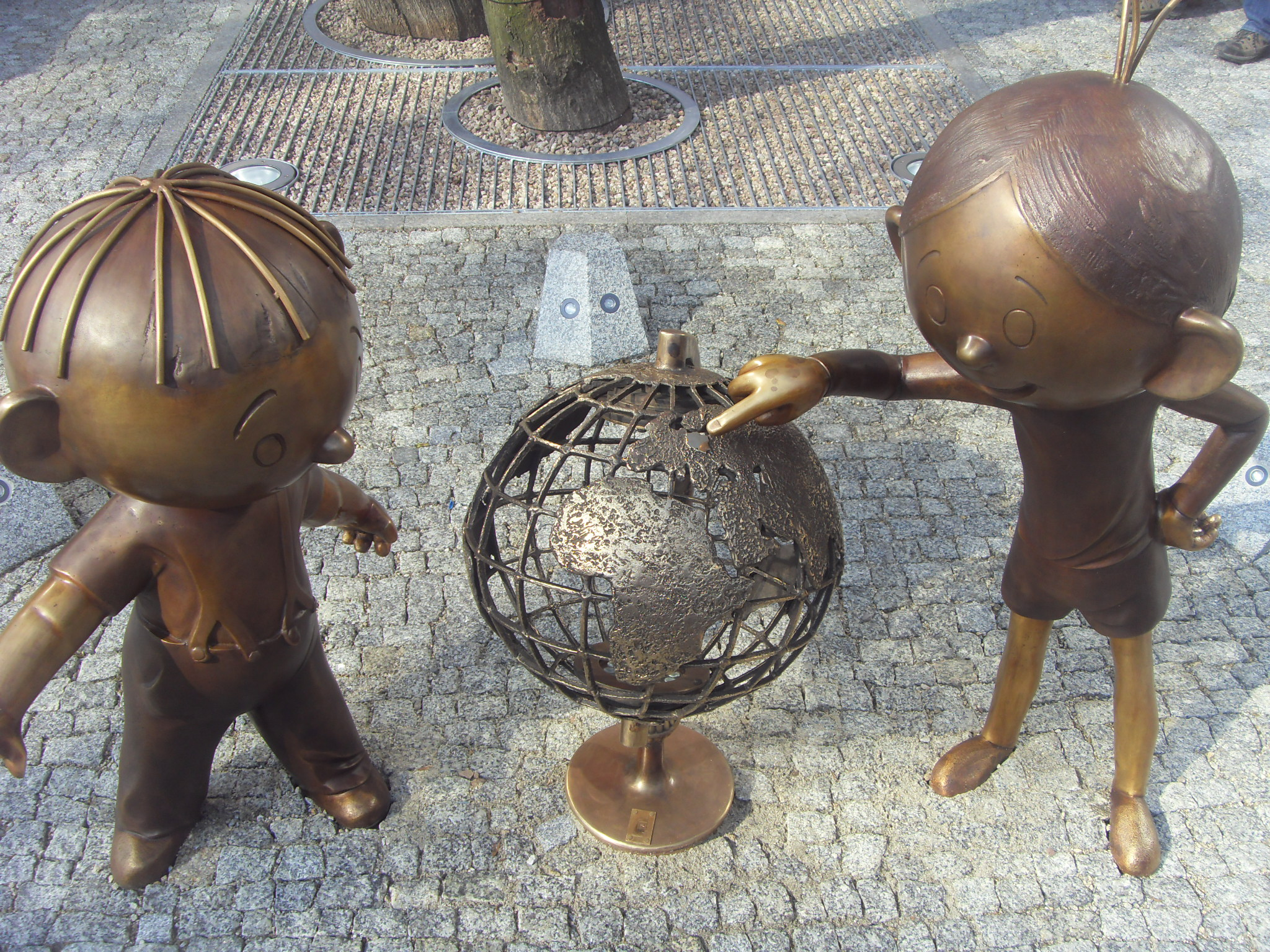
Скульптурная композиция, посвящённая Болеку и Лёлеку, на Площади Болека и Лёлека в Бельско-Бяле, Польша.

Прототипами главных героев послужили сыновья-погодки режиссёра Владислава Нехребецкого Ян и Роман.
В своих интервью и мемуарах его сыновья Ян и Роман Нехребецкие утверждают, что их детские игры и шалости стали источником вдохновения для автора мультфильма.
Кроме того, Владислав Нехребецкий использовал идеи, присланные в его студию рисованных фильмов детьми. Также он рассказывал, что хотел создать мультфильм о приключениях детей на заднем дворе и их играх.
Работа над первым эпизодом мультсериала началась в 1962 году. Авторами рисованных образов Болека и Лёлека стали Альфред Ледвиг, Лешек Лорек и Владислав Нехребецкий. Отокар Бальций и Алойзий Мол отвечали за монтаж, звук и эффекты. Автором самой известной музыкальной темы сериала стал Вальдемар Казанецкий, а остальную музыку к мультсериалу написал Тадеуш Коцыба.

## Трансляция и восприятие
В сериале также представлены персонажи из других польских постановок: «Рекс (1967—1990)» студии SFR и «Мишка Ушастик (1975—1987)» студии Se-Ma-For. Болек и Лёлек смотрели их на экране телевизора. Аналогичным образом выступили Болек и Лёлек в «Рексе». Кроме того, фрагменты сериала неоднократно использовались как цитаты в игровых фильмах.
Некоторые эпизоды были показаны как часть сериала Капитан Кенгуру на канале CBS с 1963 по 1984 год, и в синдицированном вещании сериала Ромпер Рум и друзья с 1963 по 1994 год и в сериале Вертушка на Nickelodeon с 1977 по 1991 год.
Сериал пользовался популярностью во многих странах и выходил иногда под локализованными названиями. Так, для англоязычной аудитории он был известен под названиями Bennie & Lennie, Jym and Jam и Tim & Tom, а для нидерландской — Bolletje & Lolletje.
Сериал был единственным мультипликационным фильмом европейского производства, допущенным на иранское телевидение после исламской революции 1979 года.
В период своего расцвета (1970-е годы) в Studio Filmów Rysunkowych получали около 15 000 детских писем в месяц.

## Влияние

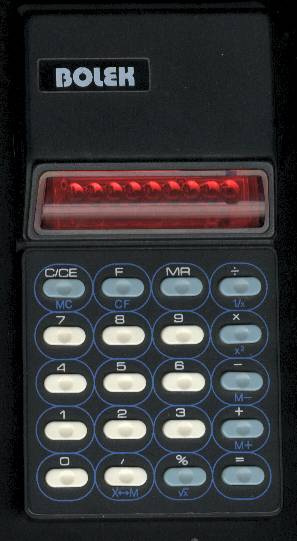
Простейший калькулятор Elwro 441 Bolek

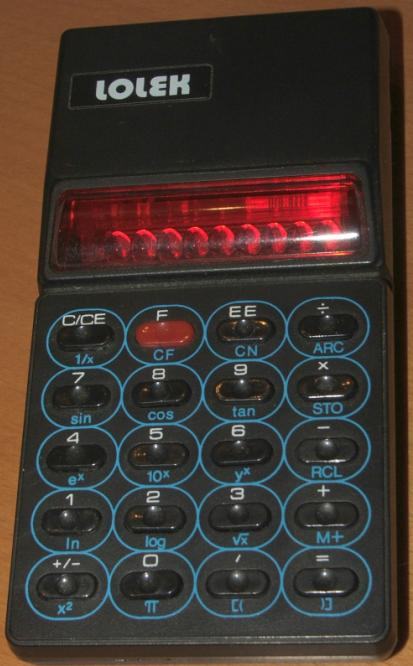
Инженерный калькулятор Elwro 481 Lolek

Вроцлавский завод электроники «Mera-Elwro» выпускал две модели калькуляторов, названных именами героев: простейший — Elwro 441 Bolek и инженерный — Elwro 481 Lolek.

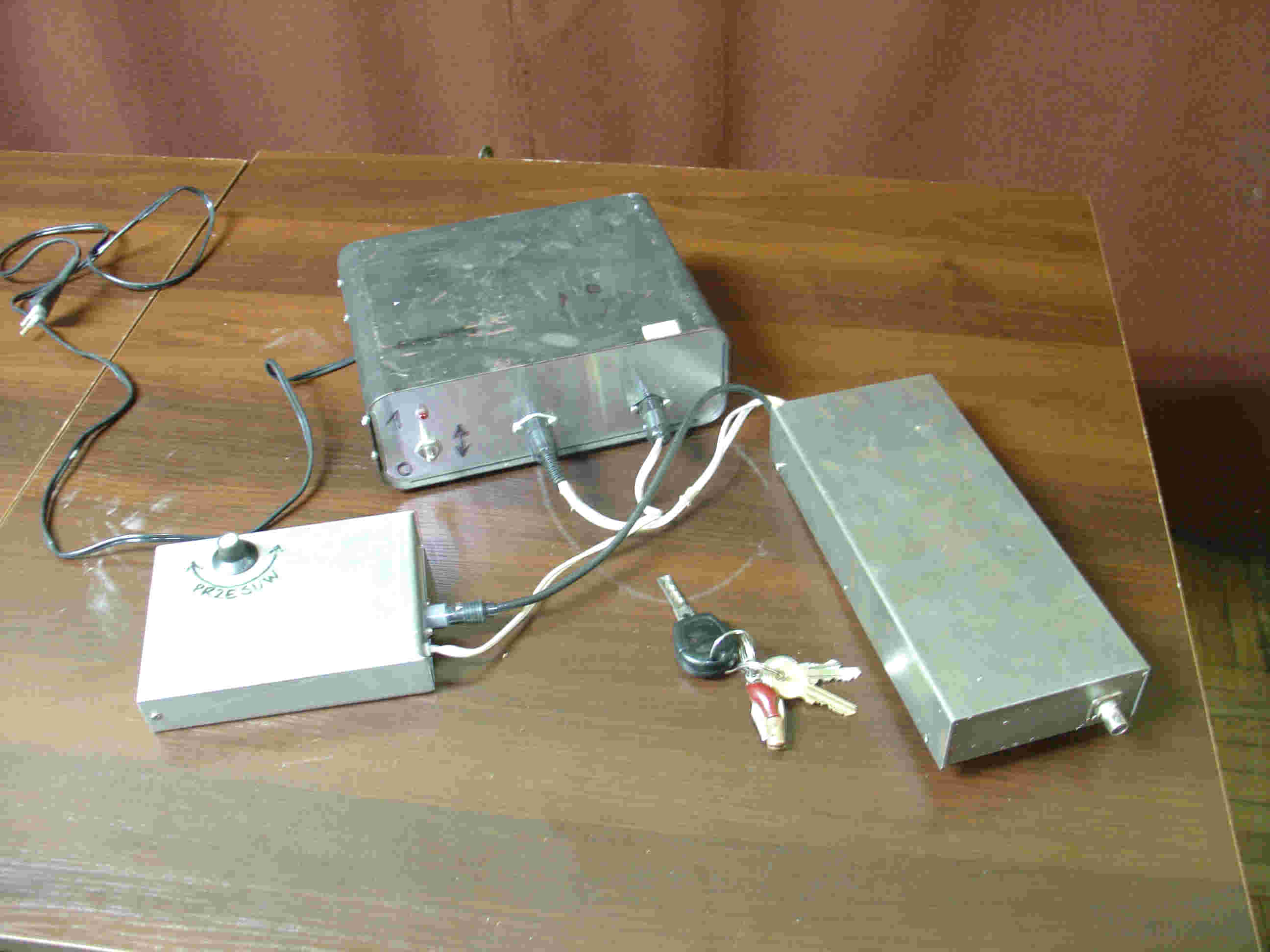
ТВ-передатчик «Болек и Лёлек»

Одна из станций подпольного «Радио „Солидарность“», работавшая в ТВ-диапазоне, называлась «Болек и Лёлек», она передавала только короткие видеозаписи.
В Польше была выпущена жевательная резинка «Bolek i Lolek» с фрагментами кадров из сериала на обёртках, которые представляли коллекционную ценность для советских детей.

## Попытки продолжения сериала
Продолжавшийся долгие годы спор об авторских правах на Болека и Лёлека не позволял снять новые фильмы из этого сериала. Тем не менее, в 1998 году Роман Нехребецкий, сын Владислава Нехребецкого, и Мариан Холерек, режиссёр многих фильмов с Болеком и Лёлеком, начали работу над новым сериалом о приключениях Толека и Олека, двоюродных братьев Болека и Лёлека. В 1998 году вышел комикс «Приключения кузенов Болека и Лёлека — сенсационное открытие» по сценарию Романа Нехребецкого с иллюстрациями Холерека. Это была разовая публикация, но она не увенчалась успехом и не получила продолжения. В мае 1999 года вышел первый одноминутный фильм с Толеком и Олеком. С 2000 г. велась работа над полнометражным фильмом, который так и не был завершён. По словам Романа Нехребецкого, в марте 2006 года фильм был готов на 30 %. Также планировалось снять 26-серийный телесериал.
Окончание спора об авторских правах открыло путь к продолжению сериала. В январе 2011 года было объявлено, что идёт работа над новым полнометражным фильмом с Болеком и Лёлеком под рабочим названием «Космическое путешествие Болека и Лёлека» по сценарию Романа Нехребецкого и Петра Скуча. Его спродюсировала студия Sol-Anima из Бельско-Бялы, основанная Романом Нехребецким. Фильм должен был быть комбинацией традиционной мультипликации и 3D-технологий. Тогда было готово 30% 85-минутного фильма. 19 января 2011 года, за пять дней до появления в СМИ информации о фильме, районный суд г. Бельско-Бяла признал компанию Sol-Anima банкротом. В июне 2011 г. было подтверждено, что производство испытывает финансовые трудности. В июле 2011 года Хозяйственный суд г. Бельско-Бяла изменил решение о признании банкротства Sol-Anima, включая ликвидацию активов, на решение о банкротстве с возможностью заключения соглашения. С 1 февраля 2015 года компания находилась в стадии ликвидации, а 11 января 2017 года была исключена из реестра предпринимателей.

## Споры по авторским правам

### Дело Альфреда Ледвига
В 1997 году польская кинодокументалистка Божена Гарус-Хоцкуба сняла документальный фильм «Болек и Лёлек для взрослых», повествующий о борьбе Альфреда Ледвига — создателя графического образа персонажей Болека и Лёлека — за свои авторские права. Лишённый работы и свободы за свою общественную деятельность, Ледвиг был лишён и возможности эмигрировать и, в конце концов, смог уехать, лишившись, под принуждением коммунистического режима, и авторских прав, и гражданства. В 1994 году суды Польши восстановили гражданство Ледвига и его авторские права. Однако, на этом дело не закончилось.

### Дело журнала Siegessäule
Правообладатели польского мультфильма Болек и Лёлек подали иск в 2006 году для рассмотрения дела о незаконном использовании изображений Болека и Лёлека в журнале немецких гомосексуалов, которые хотели побудить германские сексуальные меньшинства принять участие в гей-параде в Варшаве.
Правообладатели Альфред Ледвиг, Владислав Нехребецкий и Лешек Лорек были возмущены незаконным использованием изображений Болека и Лёлека на обложке немецкого журнала Siegessäule без своего разрешения. Персонажи были изменены, и Болек превратился в женщину. Владельцам прав был особенно обиден намёк на явную гомосексуальность Болека и Лёлека на изображении. Во время одного из интервью Роман Нехребецкий прокомментировал: «Для меня самое главное, чтобы дети не использовались в тех целях, для которых они не должны использоваться, — для продвижения идей и организаций». Жители Бельско-Бяла, города, в котором были созданы Болек и Лёлек, также подписали петицию против ненадлежащего использования изображения персонажей.
Судебный процесс длился два года и проходил в Берлине. Основная линия защиты владельцев журнала заключалась в том, что в 2005 году мэр Варшавы Лех Качиньский запретил проведение гей-парадов, проявив склонность к дискриминирующему отношению к меньшинствам. Однако, суд счёл этот аргумент несущественным, поскольку предметом спора было нарушение авторских прав на изображение Болека и Лёлека, а не на предполагаемое несправедливое обращение с сексуальными меньшинствами. Несмотря на то, что судебный процесс был продлён из-за усложнённых судебных процедур в Германии, он был прекращён в связи с мировым соглашением. Немецкий журнал Siegessäule был обязан выплатить правообладателям 4000 евро в качестве компенсации, а также опубликовать официальные извинения на их страницах.

## Память

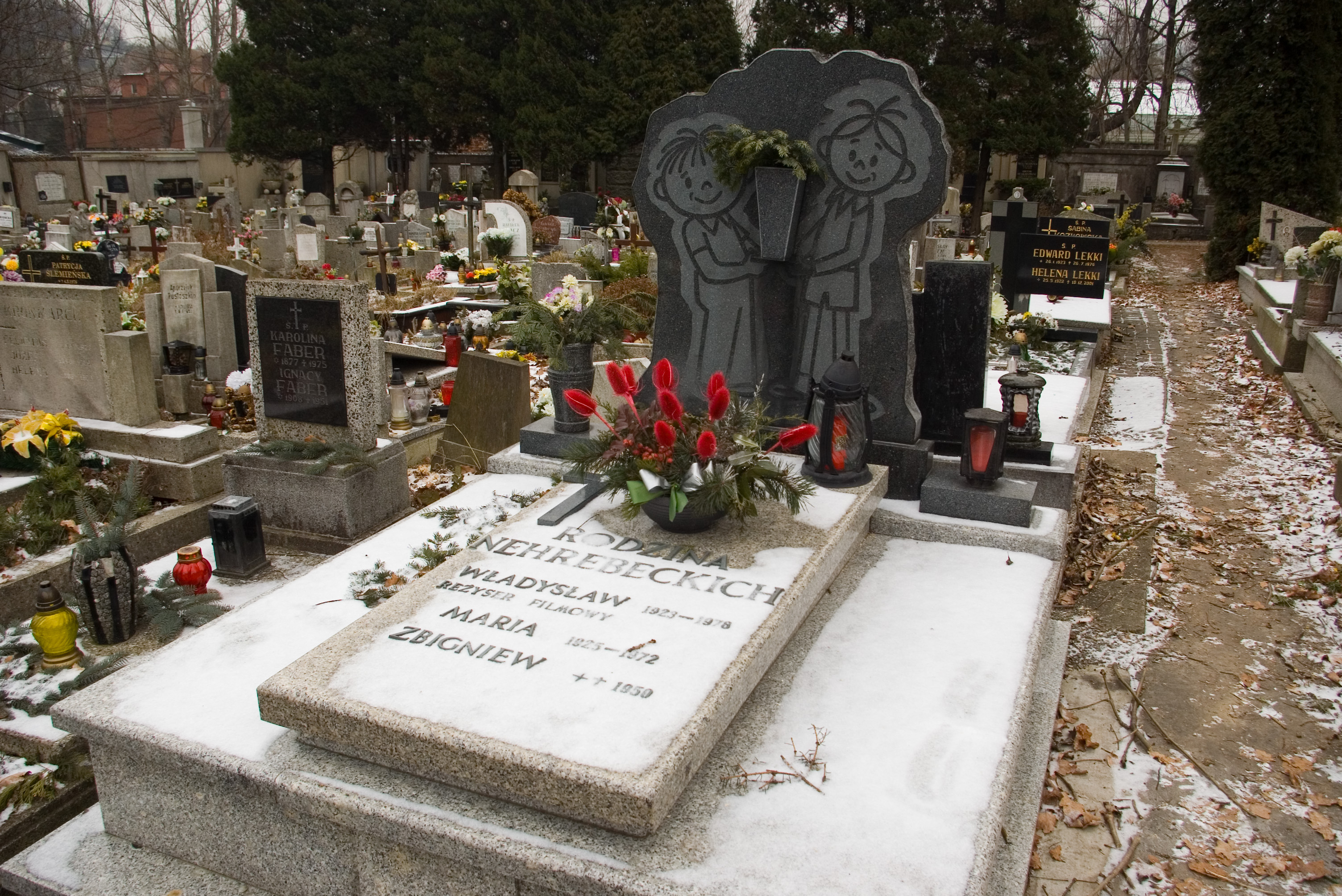
Надгробие на могиле Владислава Нехребецкого в городе Бельско-Бяла

Графические образы Болека и Лёлека изображены на надгробном памятнике у могилы Владислава Нехребецкого — создателя сериала.
Скульптурная композиция, посвящённая Болеку и Лёлеку, установлена 19 мая 2011 года на «Площади Болека и Лёлека» в городе Бельско-Бяла, где была основана студия SFR.
Улицы Болека и Лёлека расположены в населённых пунктах Польши: Дзеканув Лесьны, Квидзын, Ольштын, Оседле Вильга, Острув-Велькопольский, Свендув, Войнувко и Зелёна-Гура. В большинстве случаев они находятся в микрорайонах, прилегающих к улицам, названным в честь различных сказочных персонажей.

## Персонажи
Автором концепции мультсериала «Болек и Лёлек» является Владислав Нехребецкий. Имена персонажей автор позаимствовал из польского фильма «Болек и Лёлек» 1936 года, в котором обоих главных героев сыграл любимый актёр Владислава Нехребецкого — Адольф Дымша. Имена персонажей являются уменьшительными от Болеслав и Кароль.
- Бо́лек — старший брат Лёлека (озвучен Евой Злотовской и Илоной Кусьмерской);
- Лёлек — младший брат Болека (озвучен Данутой Манцевич и Данутой Пшесмицкой);
- То́ля (Оти́лия) — девочка, которая впервые появляется в четвером эпизоде «Приключений Болека и Лёлека», и в целом, в 29 эпизодах всего сериала (озвучена Галиной Хробак);
- Еремеш Питтсбури — отрицательный персонаж, появившийся в «Большом путешествии Болека и Лёлека».

## Эпизоды
Эпизоды по сезонам:
1. «Болек и Лёлек» (Bolek i Lolek) (1962—1964) — 13 эпизодов;
2. «Болек и Лёлек на летних каникулах» (Bolek i Lolek na wakacjach) (1965—1966) — 13 эпизодов;
3. «Кругосветное путешествие Болека и Лёлека» (Bolek i Lolek wyruszają w świat) (1968—1970) — 18 эпизодов;
4. «Сказки Болека и Лёлека» (Bajki Bolka i Lolka) (1970—1971) — 13 эпизодов;
5. «Болек и Лёлек на Диком Западе» (Bolek i Lolek na Dzikim Zachodzie) (1971—1972) — 7 эпизодов;
6. «Приключения Болека и Лёлека» (Przygody Bolka i Lolka) (1972—1980) — 63 эпизода;
7. «Развлечения Болека и Лёлека» (Zabawy Bolka i Lolka) (1975—1976) — 7 эпизодов;
8. «Большое путешествие Болека и Лёлека» (Wielka podróż Bolka i Lolka) (1978) — 15 эпизодов[9];
9. «Болек и Лёлек у шахтёров» (Bolek i Lolek wśród górników) (1980) — 7 эпизодов;
10. «Олимпиада Болека и Лёлека» (Olimpiada Bolka i Lolka) (1983—1984) — 13 эпизодов;
11. «Болек и Лёлек в Западной Европе» (Bolek i Lolek w Europie) (1983—1986) — 5 эпизодов.

## Книги

### Текстовые книги
Книги под редакцией Владислава Негребецкого, Лешека Меха (текст) и Альфреда Ледвига (иллюстрации) были изданы в 1974—1980 годах.
Серии:
- Библиотека приключений Болека и Лёлека (Biblioteka Przygód Bolka i Lolka) (10 книг) — Wydawnicto Naukowe «Śląsk»

1. Ориноко (Orinoko) (1974)
2. Золотой город Инков (Złote miasto Inków) (1974)
3. В дебрях Канады (W puszczach Kanady) (1975, 1988)
4. Охотники на бизонов (Łowcy bizonów) (1975,?)
5. Животные Серенгети (Zwierzęta Serengeti) (1975, 1990)
6. Усыпальница фараона (Grobowiec faraona)
7. В пустыне Гоби (W pustyni Gobi) (1976)
8. Снежный человек (Yeti) (1977, 1990)
9. Искатели жемчуга (Poławiacze pereł) (1979)
10. В степях Австралии (W stepach Australii) (?, 1989)

- Учись с нами (Ćwicz razem z nami) (3 книги) — Wydawnictwo Szkolne i Pedagogiczne

1. Ч. 1 (1977,?, 1980)
2. Ч. 2 (1978, 1979)
3. Ч. 3 (1980)

- Расскажи-ка сам (Opowiedz sam) (2 книги) — Wydawnictwa Oświatowe «Wspólna Sprawa»

1. Пёсик (Psiaczek) (1974, 1979)
2. Болек, Лёлек и зверята (Bolek, Lolek i zwierzęta) (1975, 1979)

- Сказки Болека и Лёлека (Baśnie Bolka i Lolka) — Beskidzkie Towarzystwo Społeczno-Kulturalne

1. Снежная королева (Królowa Zima) (1979)

Дальнейшие приключения Болека и Лёлека (Kolejne przygody Bolka i Lolka)
Спустя годы издательство «Znak Emotikon» начало выпускать новые книги о приключениях Болека и Лёлека. В 2011 году вышли в свет: «Болек и Лёлек. Театр» (Bolek i Lolek. Teatr), «Болек и Лёлек. Ужасные последствия просмотра телевизора» (Bolek i Lolek. Straszne skutki oglądania telewizji), «Болек и Лёлек. Бал-маскарад» (Bolek i Lolek. Bal przebierańców) и «Новые приключения Болека и Лёлека» (Nowe przygody Bolka i Lolka). Кроме того, были выпущены серии «Головоломки», «Рисование», «Лабиринты» и серия пособий для изучения английского языка, все под авторством Эльжбеты Лекан.
- Головоломки (Łamigłówki):

1. Болек и Лёлек. Забавные головоломки (Bolek i Lolek. Wesołe łamigłówki) (2011)
2. Болек и Лёлек. Солнечные головоломки (Bolek i Lolek. Słoneczne łamigłówki) (2011)

- Рисование Rysuję:

1. Болек и Лёлек. Рисование динозавров (Bolek i Lolek. Rysuję dinozaury) (2011)
2. Болек и Лёлек. Рисование с Болеком (Bolek i Lolek. Rysuję z Bolkiem) (2011)
3. Болек и Лёлек. Рисование с Лёлеком (Bolek i Lolek. Rysuję z Lolkiem) (2011)

- Лабиринты Labirynty:

1. Болек и Лёлек. Приключения в лабиринтах (Bolek i Lolek. Przygody w labiryntach) (2011)
2. Болек и Лёлек. Путешествия в лабиринтах (Bolek i Lolek. Podróże w labiryntach) (2011)

- Серия по английскому языку:

1. Болек и Лёлек. Мы идём в зоопарк. Английские слова (Bolek i Lolek. Idziemy do zoo. Angielskie słówka) (2011)

Книга «Новые приключения Болека и Лолека» открыла серию рассказов для детей, подростков и взрослых всех возрастов. В ней было опубликовано четыре книги:
1. Новые приключения Болека и Лёлека (Nowe przygody Bolka i Lolka) (2011)
2. Новые приключения Болека и Лёлека. Охотники за тайнами (Nowe przygody Bolka i Lolka. Łowcy tajemnic) (2012)
3. Новые приключения Болека и Лёлека. День рождения (Nowe przygody Bolka i Lolka. Urodziny) (2013)
4. Болек и Лёлек. Гениальные детективы (Bolek i Lolek. Genialni detektywi) (2014)
5. Болек и Лёлек. Сумасшедшая погоня (Bolek i Lolek. Szalony pościg) (2015)

### Графические книги (комиксы)
Комиксы с участием обоих персонажей не составляют целой книги. Все графические истории публиковались только на страницах журналов и газет.
- Приключения Болека и Лёлека (Przygody Bolka i Lolka), Nasza ojczyzna № 6-11/1970
- Болек и Лёлек на Диком Западе (Bolek i Lolek na Dzikim Zachodzie), Świat Młodych № 6-11/1970
- Тола (Tola), Przyjaciółka 3 июня 1973
- Кругосветное путешествие Болека и Лёлека (Bolek i Lolek wyruszają w świat), Dziennik Łódzki по субботам с сентября 1973 г. по июнь 1974 г.

## Видеоигры
- «Болек и Лёлек учат английский» (2006) — обучающая детей английскому языку программа для настольных компьютеров. Разработчик — Aidem Media Entertainment. Имеется русскоязычная локализованная версия;
- «Весёлая мастерская Болека и Лёлека» — развивающая игра для детей. Разработчик — Aidem Media Entertainment. Имеется русскоязычная локализованная версия;
- «Болек и Лёлек: Весёлые старты» — игра для детей. Разработчик — Aidem Media Entertainment. Имеется русскоязычная локализованная версия;
- «Болек и Лёлек: Команда чемпионов» — игра для детей. Разработчик — Aidem Media Entertainment. Имеется русскоязычная локализованная версия;
- «Болек и Лёлек в детском саду» — игра для детей. Разработчик — Aidem Media Entertainment. Имеется русскоязычная локализованная версия;
- «Болек и Лёлек в городе пиратов» — игра для детей. Разработчик — Aidem Media Entertainment. Имеется русскоязычная локализованная версия;
- «Болек и Лёлек в таинственном замке» — игра для детей. Разработчик — Aidem Media Entertainment. Имеется русскоязычная локализованная версия.

## Награды
- 1979 — премия XI Московского международного кинофестиваля за «Большое путешествие Болека и Лёлека». Лауреаты — Владислав Нехребецкий и Станислав Дюльц[пол.][10];
- Создатели сериала Владислав Нехребецкий и Лешек Мих были награждены международным Орденом Улыбки за многолетнюю деятельность в области анимации для детей, и в том числе за сериал «Болек и Лёлек».